# Labastide-Esparbairenque
Pour les articles homonymes, voir Labastide.
Labastide-Esparbairenque  est une commune française située dans le Nord du département de l'Aude, en région Occitanie.
Ses habitants sont localement appelés les Bastidols ou Bastidoles mais peuvent se prévaloir de Sparviérenquois et Sparviérenquoises.
Labastide-Esparbairenque est une commune rurale qui compte 62 habitants en 2022, après avoir connu un pic de population de 511 habitants en 1841. Elle fait partie de l'aire d'attraction de Carcassonne. Ses habitants sont appelés les Labastidencs ou  Labastidencques.
Sur le plan historique et culturel, la commune fait partie de la Montagne Noire, un massif montagneux constituant le rebord méridional du Massif central. Exposée à un climat océanique altéré, elle est drainée par l'Arnette, le Rieutort, le ruisseau de la Grave et par divers autres petits cours d'eau. La commune possède un patrimoine naturel remarquable composé de cinq zones naturelles d'intérêt écologique, faunistique et floristique.
Le patrimoine architectural de la commune comprend deux  immeubles protégés au titre des monuments historiques : l'église Saint-Sernin, inscrite en 1976, et l'église Saint-André, inscrite en 1948.

## Géographie
Labastide-Esparbairenque est une commune du Cabardès située sur la route départementale D 9 qui mène de Roquefère à Pradelles-Cabardès.
Elle est limitrophe du département du Tarn.

### Communes limitrophes
Les communes limitrophes sont  Cabrespine, Fournes-Cabardès, Les Ilhes, Mazamet, Pradelles-Cabardès et Roquefère.
|                                              | Mazamet (Tarn)           |                    |
| Roquefère                                    | Labastide-Esparbairenque | Pradelles-Cabardès |
| Mas-Cabardès (par un quadripoint), Les Ilhes | Fournes-Cabardès         | Cabrespine         |

### Hydrographie
La commune est pour partie dans le bassin de la Garonne, au sein du bassin hydrographique Adour-Garonne, et pour partie dans la région hydrographique « Côtiers méditerranéens », au sein du bassin hydrographique Rhône-Méditerranée-Corse. Elle est drainée par l'Arnette, le Rieutort, le ruisseau de la Grave, le ruisseau de la Conque, le ruisseau de Montredon, le ruisseau des Fabries, le ruisseau des Picarôts, le ruisseau du Prat-Viel, le ruisseau du Sambrès et par deux petits cours d'eau, qui constituent un réseau hydrographique de 20 km de longueur totale,.
L'Arnette, d'une longueur totale de 26,5 km, prend sa source dans la commune de Pradelles-Cabardès et s'écoule vers le sud puis se réoriente vers le nord. Elle traverse la commune et se jette dans le Thoré à Mazamet, après avoir traversé trois communes.
Le Rieutort, d'une longueur totale de 12,2 km, prend sa source dans la commune des Martys et s'écoule vers le sud-est. Il traverse la commune et se jette dans l'Orbiel à Mas-Cabardès, après avoir traversé quatre communes.

### Climat
Pour des articles plus généraux, voir Climat de l'Occitanie et Climat de l'Aude.
En 2010, le climat de la commune est de type climat océanique altéré, selon une étude s'appuyant sur une série de données couvrant la période 1971-2000. En 2020, Météo-France publie une typologie des climats de la France métropolitaine dans laquelle la commune est toujours exposée à un climat océanique altéré et est dans une zone de transition entre les régions climatiques « Aquitaine, Gascogne » et « Provence, Languedoc-Roussillon ».
Pour la période 1971-2000, la température annuelle moyenne est de 11,3 °C, avec une amplitude thermique annuelle de 15,1 °C. Le cumul annuel moyen de précipitations est de 1 282 mm, avec 11,8 jours de précipitations en janvier et 5,9 jours en juillet. Pour la période 1991-2020, la température moyenne annuelle observée sur la station météorologique la plus proche, située sur la commune des Martys à 8 km à vol d'oiseau, est de 10,2 °C et le cumul annuel moyen de précipitations est de 1 365,7 mm,. Pour l'avenir, les paramètres climatiques de la commune estimés pour 2050 selon différents scénarios d'émission de gaz à effet de serre sont consultables sur un site dédié publié par Météo-France en novembre 2022.

### Milieux naturels et biodiversité
L’inventaire des zones naturelles d'intérêt écologique, faunistique et floristique (ZNIEFF) a pour objectif de réaliser une couverture des zones les plus intéressantes sur le plan écologique, essentiellement dans la perspective d’améliorer la connaissance du patrimoine naturel national et de fournir aux différents décideurs un outil d’aide à la prise en compte de l’environnement dans l’aménagement du territoire.  Trois ZNIEFF de type 1 sont recensées sur la commune :
- la « crête rocheuse de Fount-Ferrouzo » (220 ha), couvrant 4 communes du département[14] ;
- les « monts et grottes des soulanes de Nore » (2 177 ha), couvrant 6 communes du département[15] ;
- la « vallée de l'Orbiel » (45 ha), couvrant 7 communes du département[16] ;

et deux ZNIEFF de type 2, : 
- les « crêtes et pièmonts de la Montagne Noire » (27 188 ha), couvrant 26 communes dont 24 dans l'Aude et 2 dans l'Hérault[17] ;
- la « montagne Noire (versant Nord) » (31 971 ha), couvrant 37 communes dont 14 dans l'Aude, 2 dans la Haute-Garonne, 3 dans l'Hérault et 18 dans le Tarn[18].

Carte des ZNIEFF de type 1 et 2 à Labastide-Esparbairenque.
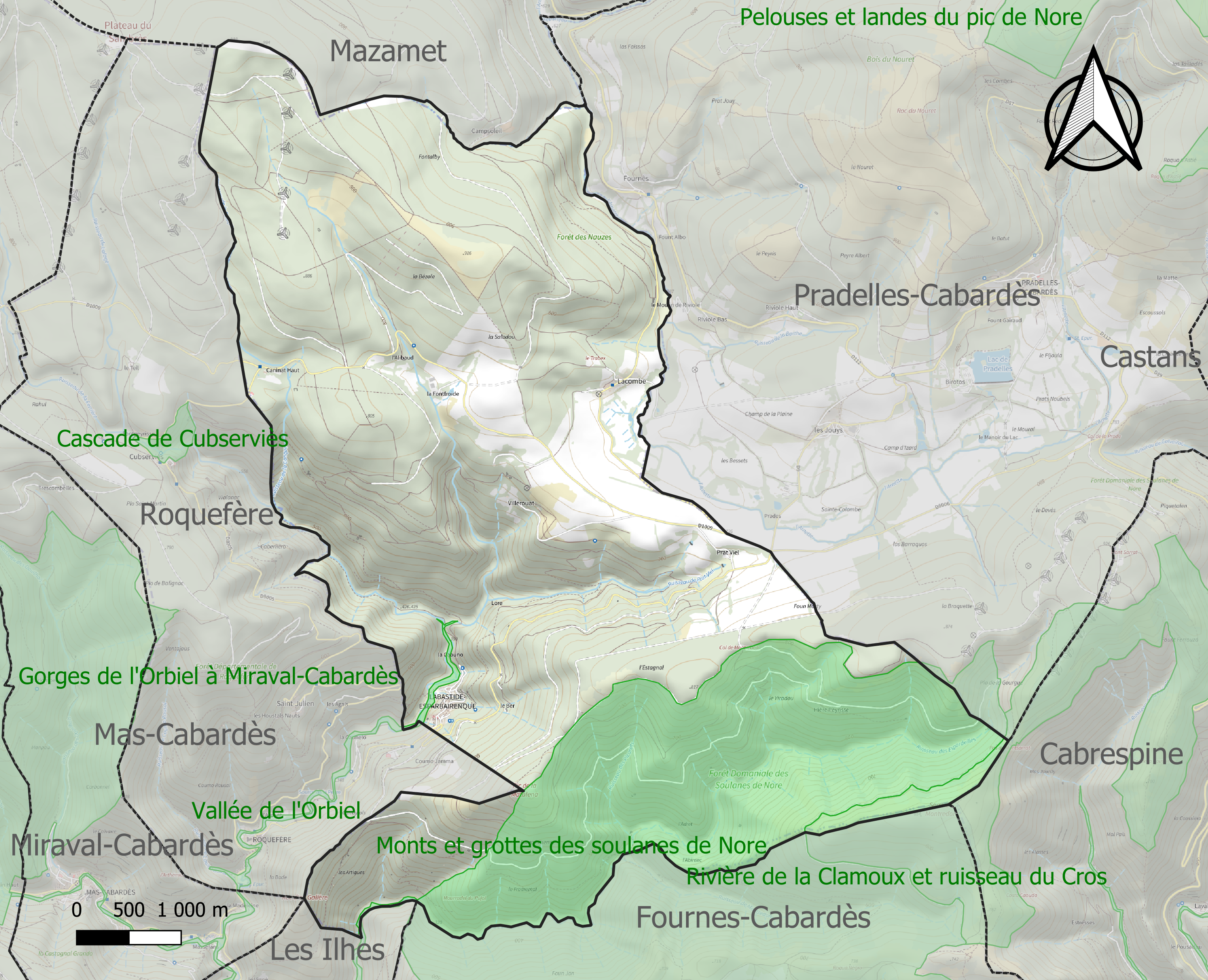
Carte des ZNIEFF de type 1 sur la commune.
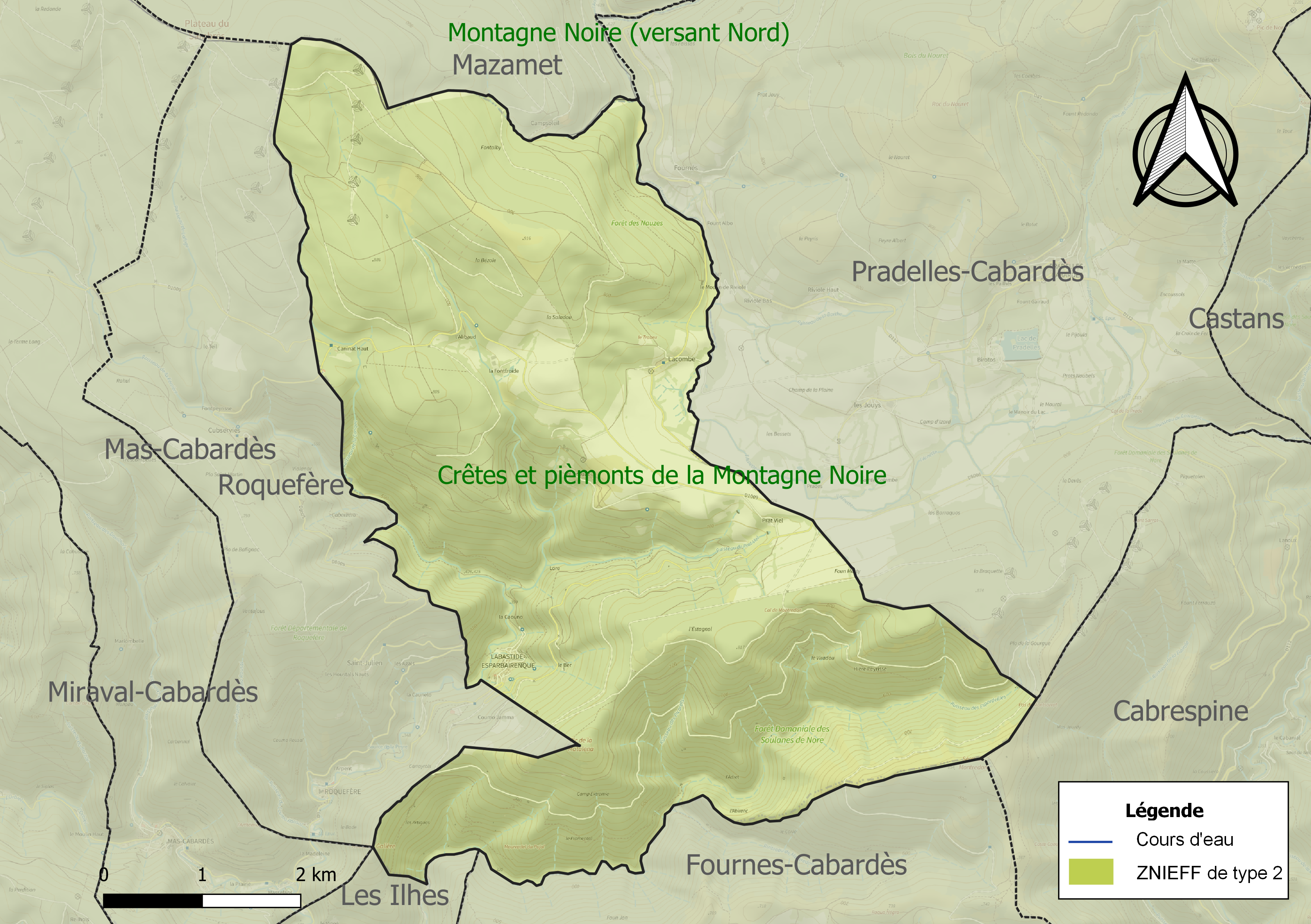
Carte des ZNIEFF de type 2 sur la commune.

## Urbanisme

### Typologie
Au 1er janvier 2024, Labastide-Esparbairenque est catégorisée commune rurale à habitat très dispersé, selon la nouvelle grille communale de densité à 7 niveaux définie par l'Insee en 2022.
Elle est située hors unité urbaine. Par ailleurs la commune fait partie de l'aire d'attraction de Carcassonne, dont elle est une commune de la couronne,. Cette aire, qui regroupe 115 communes, est catégorisée dans les aires de 50 000 à moins de 200 000 habitants,.

### Occupation des sols
L'occupation des sols de la commune, telle qu'elle ressort de la base de données européenne d’occupation biophysique des sols Corine Land Cover (CLC), est marquée par l'importance des forêts et milieux semi-naturels (87,9 % en 2018), en diminution par rapport à 1990 (89,6 %). La répartition détaillée en 2018 est la suivante : forêts (66,5 %), milieux à végétation arbustive et/ou herbacée (21,4 %), prairies (6,6 %), zones agricoles hétérogènes (3,7 %), terres arables (1,8 %). L'évolution de l’occupation des sols de la commune et de ses infrastructures peut être observée sur les différentes représentations cartographiques du territoire : la carte de Cassini (XVIIIe siècle), la carte d'état-major (1820-1866) et les cartes ou photos aériennes de l'IGN pour la période actuelle (1950 à aujourd'hui).

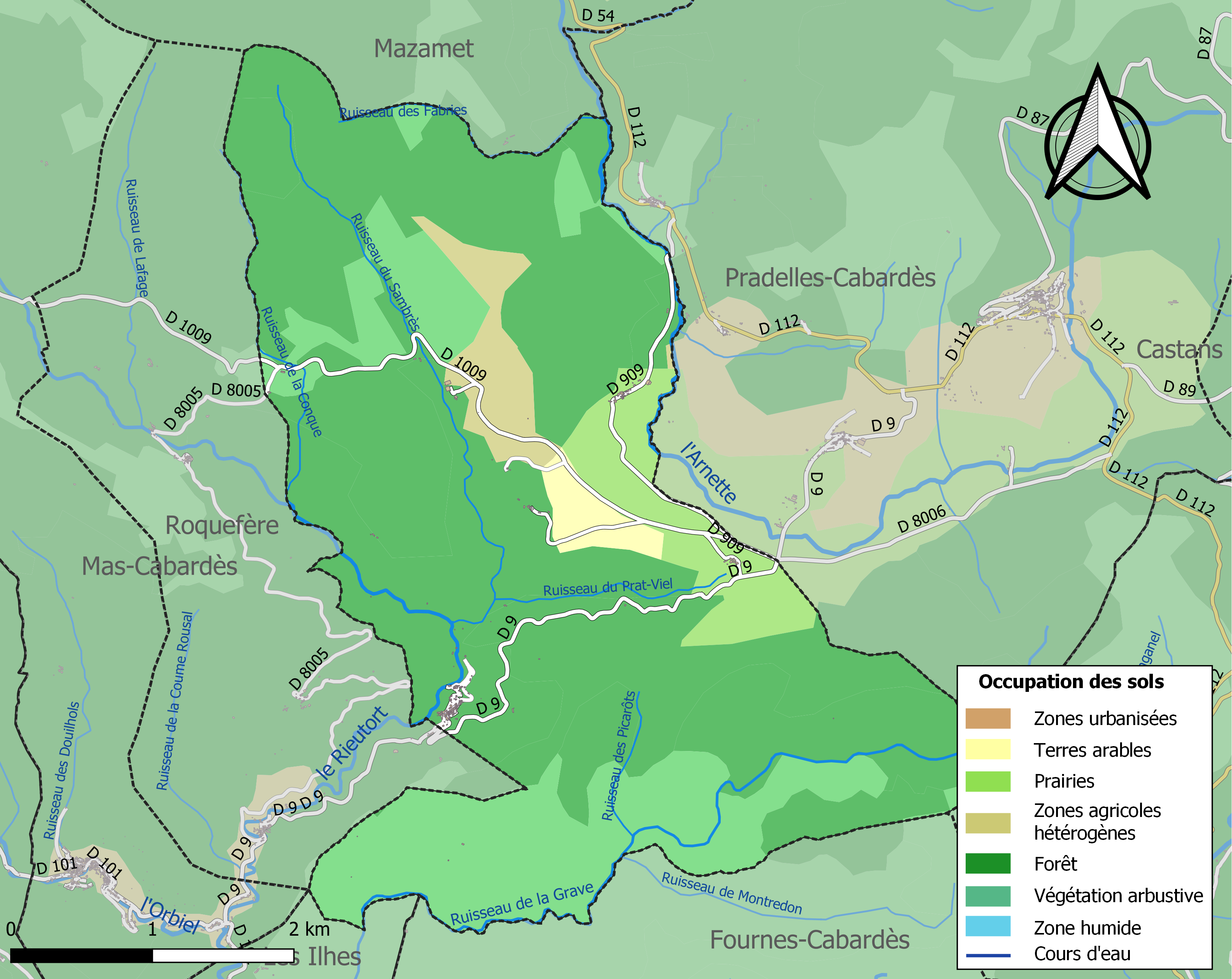
Carte des infrastructures et de l'occupation des sols de la commune en 2018 (CLC).

### Risques majeurs
Le territoire de la commune de Labastide-Esparbairenque est vulnérable à différents aléas naturels : météorologiques (tempête, orage, neige, grand froid, canicule ou sécheresse), feux de forêts et séisme (sismicité très faible). Il est également exposé à un risque particulier : le risque de radon. Un site publié par le BRGM permet d'évaluer simplement et rapidement les risques d'un bien localisé soit par son adresse soit par le numéro de sa parcelle.

#### Risques naturels

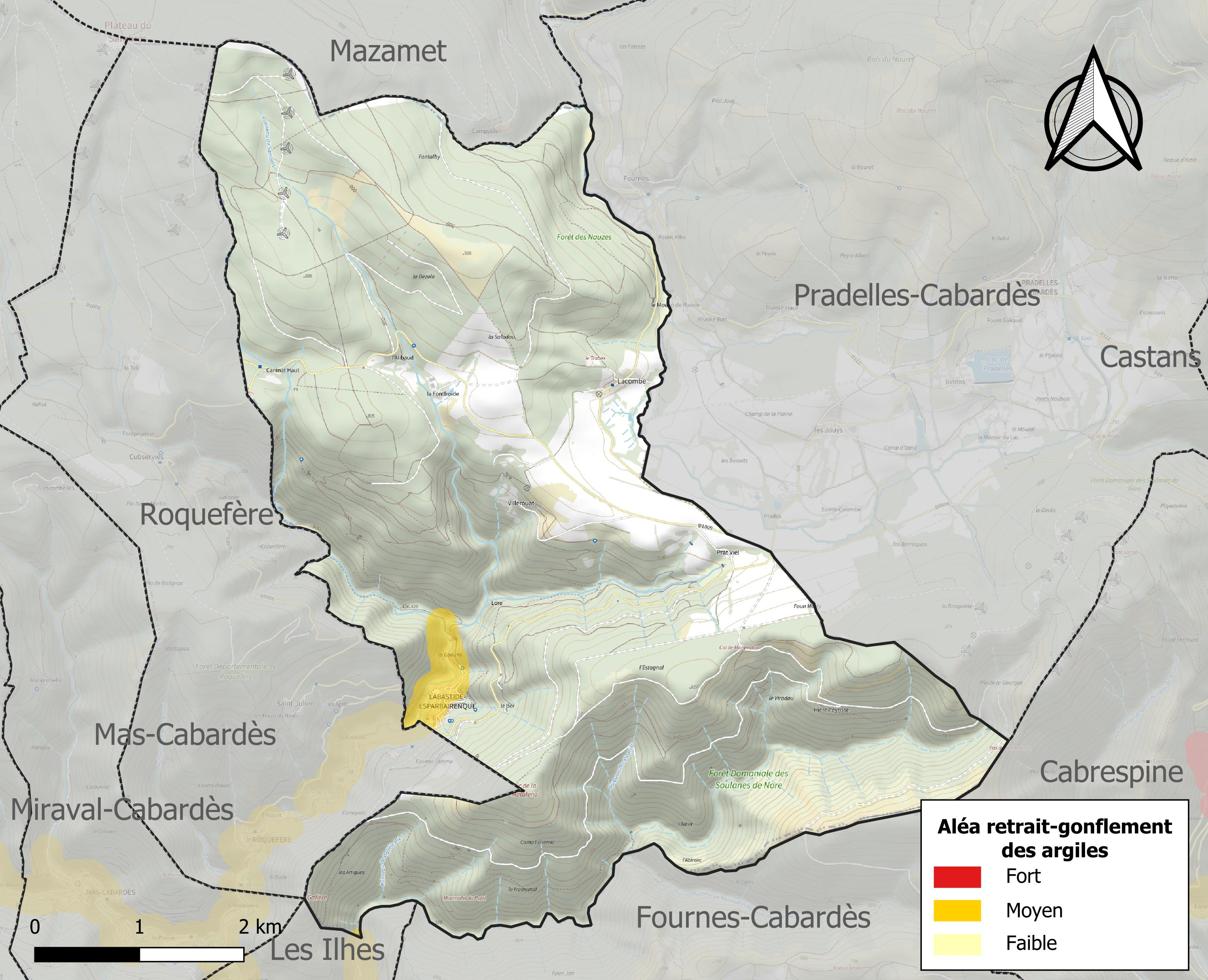
Carte des zones d'aléa retrait-gonflement des sols argileux de Labastide-Esparbairenque.

Le retrait-gonflement des sols argileux est susceptible d'engendrer des dommages importants aux bâtiments en cas d’alternance de périodes de sécheresse et de pluie. 1,3 % de la superficie communale est en aléa moyen ou fort (75,2 % au niveau départemental et 48,5 % au niveau national). Sur les 83 bâtiments dénombrés sur la commune en 2019, 46 sont en aléa moyen ou fort, soit 55 %, à comparer aux 94 % au niveau départemental et 54 % au niveau national. Une cartographie de l'exposition du territoire national au retrait gonflement des sols argileux est disponible sur le site du BRGM,.

#### Risque particulier
Dans plusieurs parties du territoire national, le radon, accumulé dans certains logements ou autres locaux, peut constituer une source significative d’exposition de la population aux rayonnements ionisants. Certaines communes du département sont concernées par le risque radon à un niveau plus ou moins élevé. Selon la classification de 2018, la commune de Labastide-Esparbairenque est classée en zone 3, à savoir zone à potentiel radon significatif.

## Histoire
En 1260, le village était encore cité sous le nom de Prévérenca,
Le village de Prévérenca ("Prévér-encha") adopte déjà le suffixe roman "enca" ou "encha' devenu "enque"(voir dans le Tarn la Durenque, Valdurenque, etc.). C'est le féminin du suffixe " enc " (Villegalhenc) ou du suffixe "ac" (Bergerac, Souillac, Blagnac, etc.).
Le village de Prévérencha (nom issu de "préver" : prêtres), se situait à une portée d'arc de la citadelle fortifiée et à proximité de l'actuelle église paroissiale Saint-André où l'on peut toujours remarquer que le porche d'entrée de cette magnifique église était certainement la porte d'entrée du village de Prévérenca. Les ruines du village initial se trouvant semble-t-il, ensevelies autour de l'église actuelle (cimetière ancien, "planet de la gleysa").
C'est à quelques centaines mètres de là, que siégeait le castrum : la forteresse des "éperviers" ("esparvaï - esparvier" ou "esparbier" en occitan et ancien occitan) //Esparvier-encha//  Esparbier-enque (Esparbaïr-enque) - noter le tréma sur le "i" issu du "ier" (source étymologie toponymique occitane). Citadelle médiévale fortifiée, juchée à flanc de montagne tel un nid d'épervier accroché à la roche et veillant d'un œil perçant sur la vallée du Rieutort et le passage stratégique vers le comté d'Hautpoul.
On notera le nom des rues actuelles du village portant les noms de quartier du fort (emplacement des fortifications basses du village actuel) ou du" Parrégal " ou "Pas Régal", lieu témoignant du passage du Roy de France Louis IX au retour de la VIIe croisade. L'endroit même où l'on rapporte que le Roy descendit de cheval et mit pied à terre, avant de passer la nuit dans la Tour Est du château à proximité du Donjon.
Ledit donjon qui s'élevait alors sur l'emplacement de l'actuelle mairie-école se retrouve vraisemblablement aujourd'hui dans les pierres du soubassement de ce bâtiment.
On remarque encore de nos jours dans la cave de l'ancienne école la présence du rocher sur lequel il s'élevait fièrement.
A contrario des autres villages du Cabardès, Labastide Esparbaïrenque restera longtemps propriété du roi de France et était réputée pour ses draperies, ses teintureries (quartier du "Tint") et ses nombreux moulins sur le Rieutort. La forteresse déclassifiée fut léguée aux habitants qui bâtirent les premières maisons du village devenu bastide en 1322.avec les pierres récupérées dans la démolition des fortifications. On trouve encore de nos jours dans quelques anciennes habitations du village des pierres taillées, vestiges de l'ancienne forteresse aujourd'hui disparue.
À cette époque, les bastides avaient pour vocation d'accueillir de nouvelles populations en leur proposant une terre cultivable et une habitation, le seigneur offre les terres, le roi son soutien.

## Politique et administration

### Liste des maires
| Période                                  | Période  | Identité    | Étiquette | Qualité |
| ---------------------------------------- | -------- | ----------- | --------- | ------- |
| mars 2001                                | 2020     | Régis Huc   | PS        |         |
| mars 2020                                | en cours | Marc Mahoux |           |         |
| Les données manquantes sont à compléter. |          |             |           |         |

## Démographie
L'évolution du nombre d'habitants est connue à travers les recensements de la population effectués dans la commune depuis 1793. Pour les communes de moins de 10 000 habitants, une enquête de recensement portant sur toute la population est réalisée tous les cinq ans, les populations de référence des années intermédiaires étant quant à elles estimées par interpolation ou extrapolation. Pour la commune, le premier recensement exhaustif entrant dans le cadre du nouveau dispositif a été réalisé en 2008.

En 2022, la commune comptait 62 habitants, en évolution de −22,5 % par rapport à 2016 (Aude : +2,65 %, France hors Mayotte : +2,11 %).
| 1793 | 1800 | 1806 | 1821 | 1831 | 1836 | 1841 | 1846 | 1851 |
| ---- | ---- | ---- | ---- | ---- | ---- | ---- | ---- | ---- |
| 446  | 476  | 485  | 469  | 503  | 510  | 511  | 489  | 506  |

| 1856 | 1861 | 1866 | 1872 | 1876 | 1881 | 1886 | 1891 | 1896 |
| ---- | ---- | ---- | ---- | ---- | ---- | ---- | ---- | ---- |
| 467  | 447  | 422  | 386  | 392  | 394  | 417  | 409  | 392  |

| 1901 | 1906 | 1911 | 1921 | 1926 | 1931 | 1936 | 1946 | 1954 |
| ---- | ---- | ---- | ---- | ---- | ---- | ---- | ---- | ---- |
| 335  | 312  | 250  | 188  | 182  | 154  | 159  | 157  | 177  |

| 1962 | 1968 | 1975 | 1982 | 1990 | 1999 | 2006 | 2008 | 2013 |
| ---- | ---- | ---- | ---- | ---- | ---- | ---- | ---- | ---- |
| 138  | 113  | 90   | 86   | 94   | 103  | 87   | 83   | 84   |

| 2018 | 2022 | - | - | - | - | - | - | - |
| ---- | ---- | - | - | - | - | - | - | - |
| 67   | 62   | - | - | - | - | - | - | - |

## Économie

### Emploi
| Division       | 2008   | 2013   | 2018   |
| -------------- | ------ | ------ | ------ |
| Commune        | 7,1 %  | 9,6 %  | 7,7 %  |
| Département    | 10,2 % | 12,8 % | 12,6 % |
| France entière | 8,3 %  | 10 %   | 10 %   |

En 2018, la population âgée de 15 à 64 ans s'élève à 39 personnes, parmi lesquelles on compte 64,1 % d'actifs (56,4 % ayant un emploi et 7,7 % de chômeurs) et 35,9 % d'inactifs,. Depuis 2008, le taux de chômage communal (au sens du recensement) des 15-64 ans est inférieur à celui de la France et du département.
La commune fait partie de la couronne de l'aire d'attraction de Carcassonne, du fait qu'au moins 15 % des actifs travaillent dans le pôle,. Elle compte 10 emplois en 2018, contre 15 en 2013 et 17 en 2008. Le nombre d'actifs ayant un emploi résidant dans la commune est de 22, soit un indicateur de concentration d'emploi de 45,5 % et un taux d'activité parmi les 15 ans ou plus de 41 %.
Sur ces 22 actifs de 15 ans ou plus ayant un emploi, 9 travaillent dans la commune, soit 41 % des habitants. Pour se rendre au travail, 81,8 % des habitants utilisent un véhicule personnel ou de fonction à quatre roues, 4,5 % s'y rendent en deux-roues, à vélo ou à pied et 13,6 % n'ont pas besoin de transport (travail au domicile).

### Activités hors agriculture
Cinq établissements sont implantés  à Labastide-Esparbairenque au 31 décembre 2019. Le secteur de l'industrie manufacturière, des industries extractives et autres est prépondérant sur la commune puisqu'il représente 60 % du nombre total d'établissements de la commune (3 sur les 5 entreprises implantées à Labastide-Esparbairenque), contre 8,8 % au niveau départemental.

### Agriculture
|               | 1988 | 2000 | 2010 | 2020 |
| ------------- | ---- | ---- | ---- | ---- |
| Exploitations | 9    | 10   | 6    | 2    |
| SAU (ha)      | 257  | 377  | 462  | 137  |

La commune fait partie de la petite région agricole dénommée « Montagne Noire ». En 2020, l'orientation technico-économique de l'agriculture  sur la commune est l'élevage de bovins pour la viande. Deux exploitations agricoles ayant leur siège dans la commune sont dénombrées lors du recensement agricole de 2020(neuf en 1988). La superficie agricole utilisée est de 137 ha.

## Culture locale et patrimoine

### Lieux et monuments
- Église Saint-Sernin

L'édifice a été inscrit au titre des monuments historiques en 1976.
Cette petite église datant du XIe siècle est le seul édifice religieux d'art roman conservé en Cabardès. Elle est bâtie sur le site d'un temple romain dédié à Diane chasseresse. Une stèle "payenne" dédiée à cette déesse est visible sous l'autel. Restaurée en 1974, elle peut à nouveau accueillir le culte. Une messe y est célébrée tous les derniers dimanches de juillet. Elle est située près des cascades de Cubserviès.
- Église Saint-André de Roquefère

L'abside, la chapelle de la Vierge Marie et le clocher ont été inscrits au titre des monuments historiques en 1948.
L'église paroissiale Saint-André située à l'écart du village dans un cadre champêtre date dans sa configuration actuelle du début XVIe siècle. Elle a été bâtie  à l'emplacement d'une église plus ancienne déjà mentionnée dans la deuxième moitié du XIIIe siècle. Elle comporte des ouvertures en arc brisé. La tour de clocher positionnée à l'angle sud-ouest de l'édifice est remarquable de sobriété.
- Lavoir Saint-André

Cet édifice très bien conservé est caractéristique des lavoirs construits au XIXe siècle dans beaucoup de villages de la Montagne Noire il est la copie conforme du second lavoir de la commune "La Fontête" situé à une centaine de mètres des premières maison du village "quartier haut".
- Chapelle de Labastide-Esparbairenque.

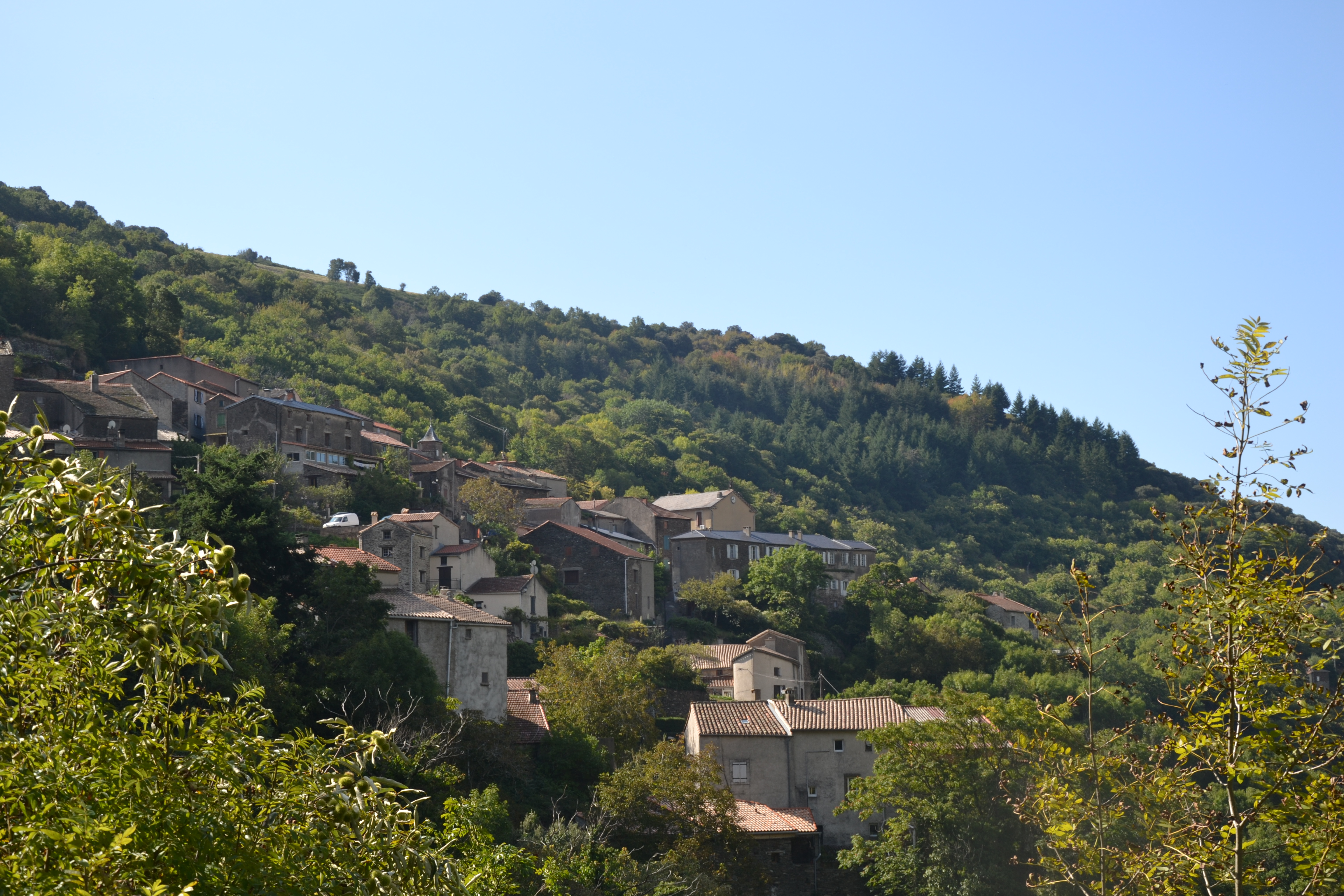
Le village.
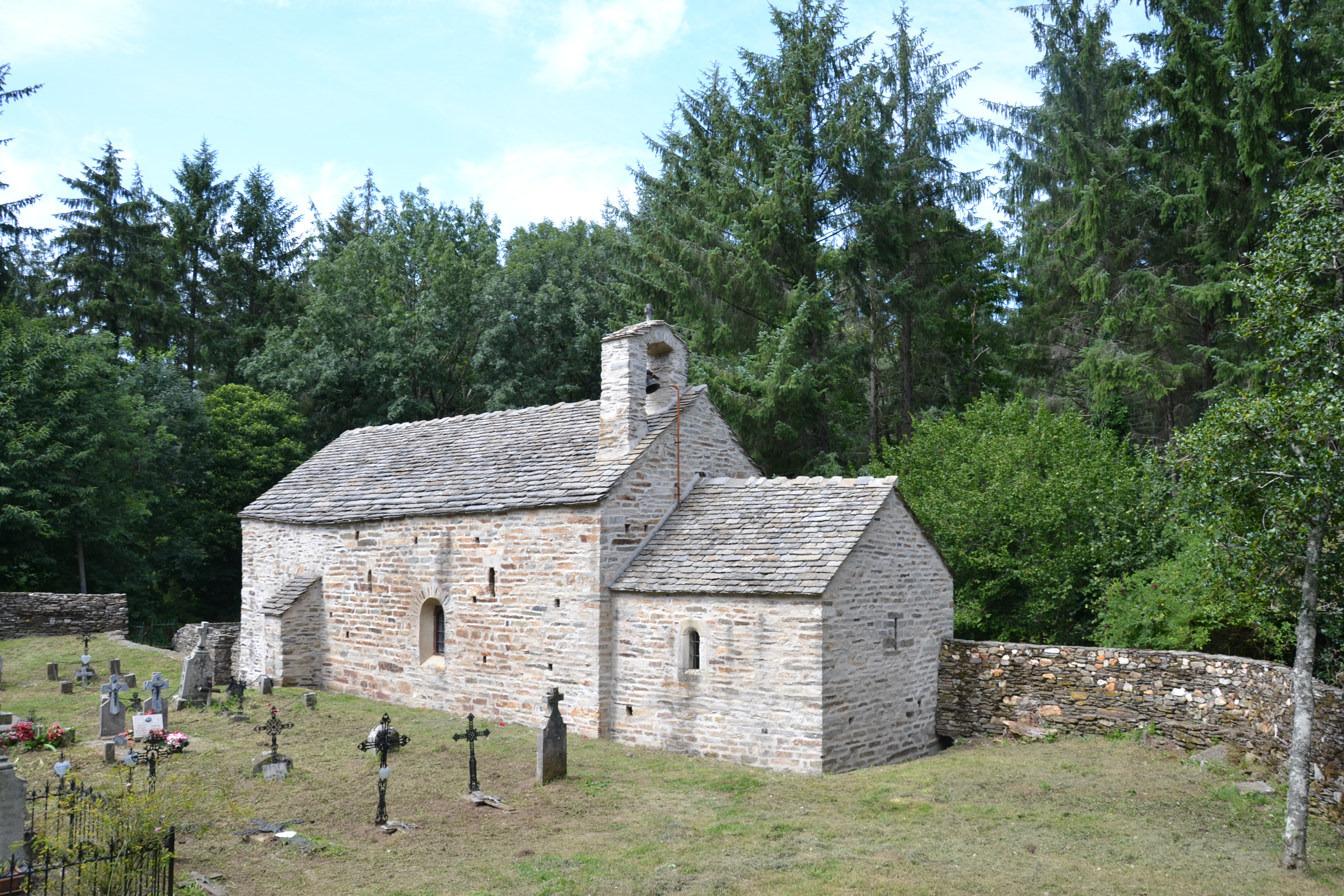
Église Saint-Sernin.
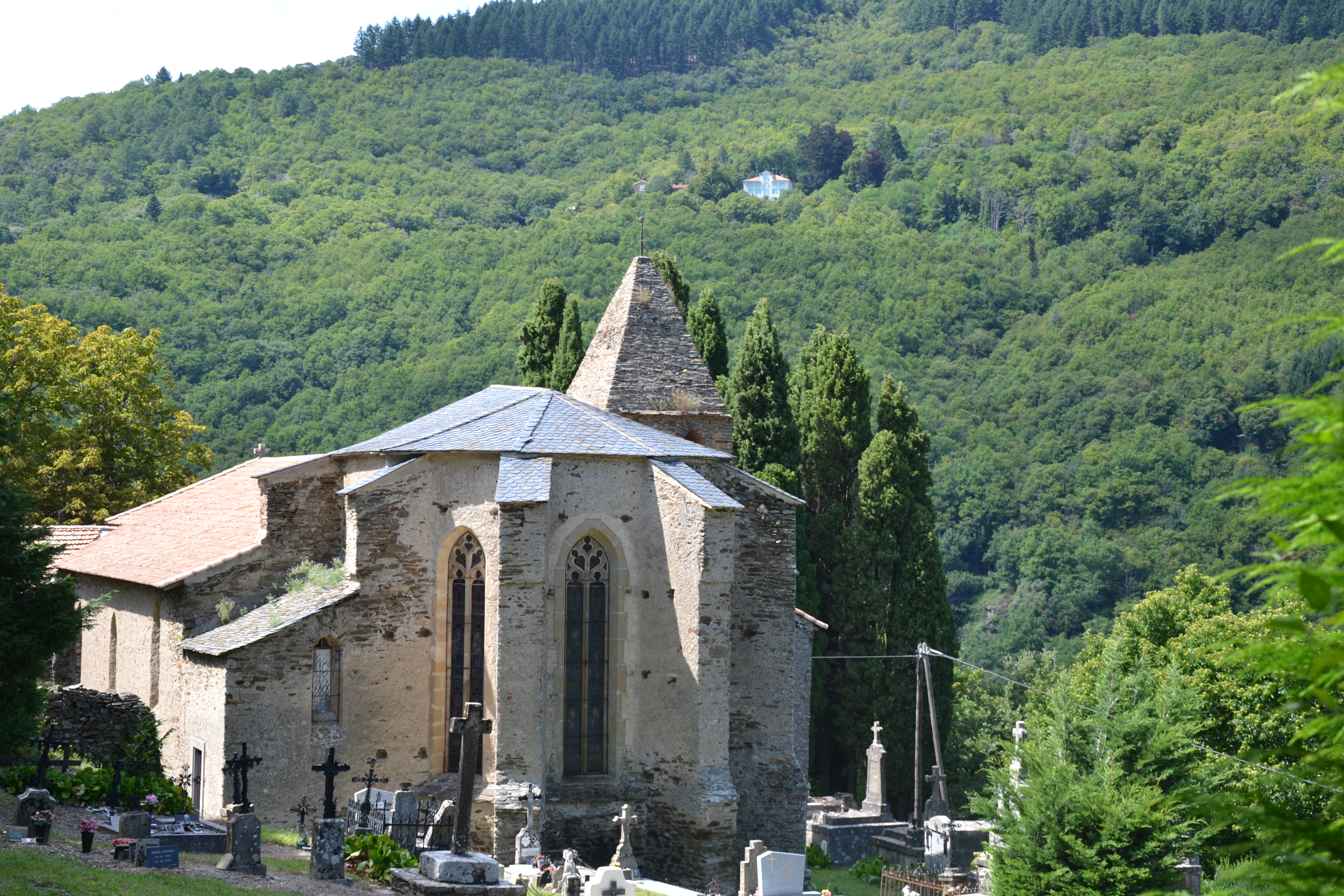
L'église Saint-André.
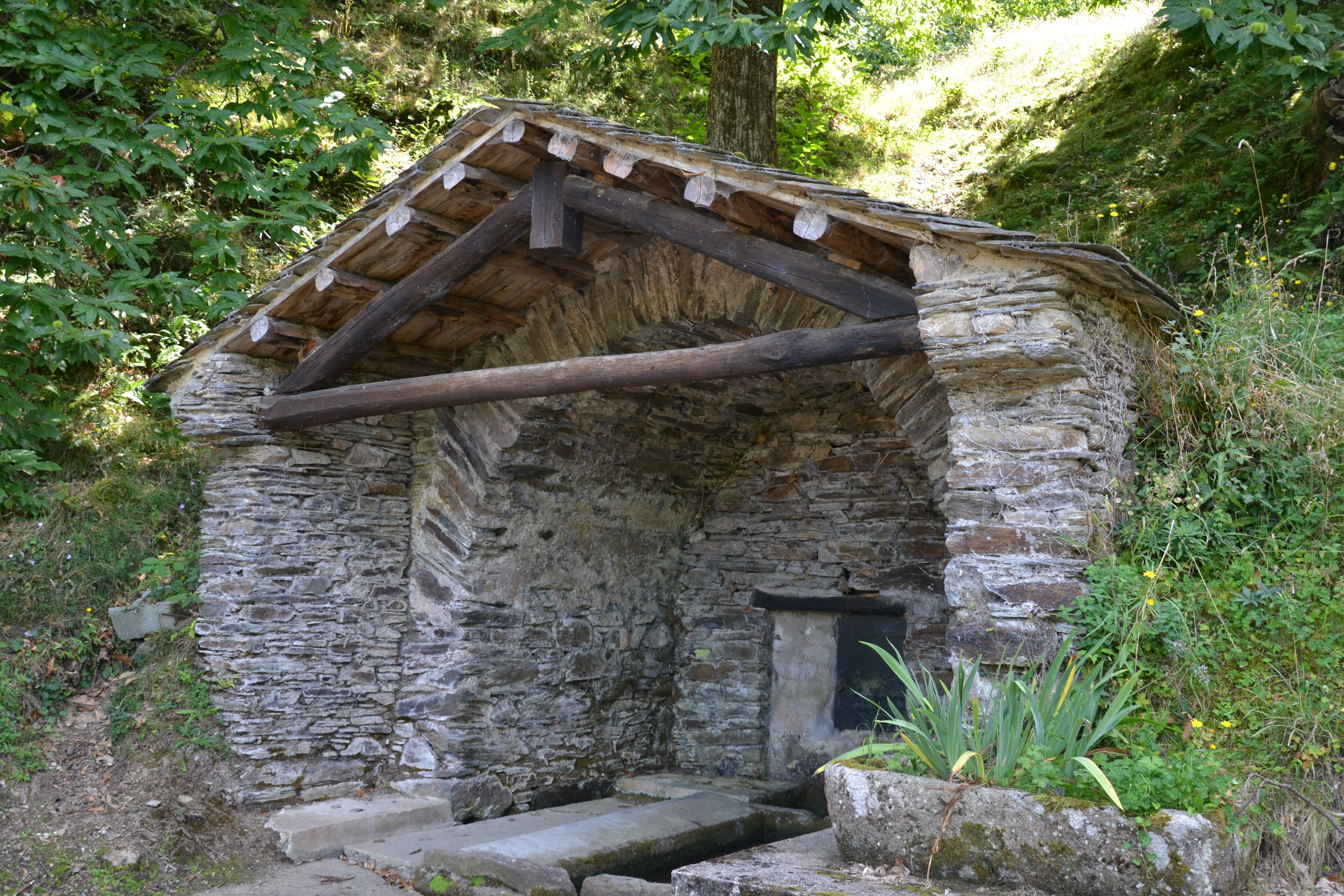
Lavoir Saint-André.

## Vie locale
Le village connaît un regain d'animation au printemps et en été.
On citera en particulier "lo camin de la ceba" (la route de l'oignon) Jusqu'à 1 000 randonneurs recensés lors des dernières éditions.  Fin mai le village est investi par des centaines de randonneurs venus de Mazamet. En traversant la Montagne Noire, les marcheurs commémorent une tradition ancestrale : celle de la quête en pays d'Aude des fameux plants d'oignon. En effet, au XIXe siècle et jusqu'au début du XXe siècle, Labastide était réputée pour la qualité de ses plants d'oignons cultivés sur les terrasses entourant le village.

## Cinéma
En juin 1992 se sont installés dans le village les équipes de tournage du film Les Visiteurs (premier du genre et l'un des plus grands succès au box office du cinéma français).
Premiers jours de tournage du film "Les aventuriers au temps de Louis VI Le Gros" devenu par la suite le fameux film : «Les Visiteurs»
Pendant près de trois semaines, les équipes de tournage puis les acteurs du film ont investi le village. Le «foyer» (ancienne école) leur servira de camp de base : loge, salle de repos, salle d'habillage et salon de maquillage.
Chaque jour, des navettes partiront du village, transportant directement les acteurs costumés sur place, sur chaque site de prises de vues notamment au lieu-dit Viallèle où était bâti de toutes pièces le décor de la cabanne de la sorcière.
Les habitants de Labastide ont pu croiser dans les rues de leur village (rue du Parrégal, impasse de la Mairie, les remises...).
Christian Clavier hilare essayant devant eux son nouveau costume et ses chaussures pointues, Jean Reno stressé par son tout premier jour de tournage mais aussi une flopée de comédiens comme Patrick Burgel ou Didier Pain (oncle de Vanessa Paradis) tenant le rôle du roi Louis VI le Gros, le fameux dresseur Mario Luraschi et son magnifique pur-sang, un superbe cheval frison, le réalisateur Jean-Marie Poiré, le producteur Alain Terzian et bien d'autres.
Sans oublier la fameuse Renault Safrane du film, garée au Parrégal, Le Pas Royal, lieu ainsi nommé en mémoire du passage à Labastide du roi Saint Louis à son retour de la 7e croisade.

### Héraldique
| Blason de Labastide-Esparbairenque | Blason  | D'or à un sautoir de sinople.                    |
| Blason de Labastide-Esparbairenque | Détails | Le statut officiel du blason reste à déterminer. |